# Церковь Покрова Пресвятой Богородицы (Серпухов)
Церковь Покрова Пресвятой Богородицы — недействующий православный храм в городе Серпухове Московской области, в занарской части города.

## История
Кирпичная церковь Покрова Пресвятой Богородицы построена на средства прихожан в 1721 году. В 1802 году благодаря усилиям диакона Фёдора Павлова сооружен придел во имя иконы Божией Матери «Утоли Моя Печали». В 1833 году церковь перестроена в классическом стиле: перестроена апсида, сооружена большая трапезная, перестроен существующий придел и симметрично ему возведен новый — придел во имя Сергия Радонежского (средства на строительство предоставлены почетным гражданином Серпухова купцом С. Г. Зубовым).
В 1930-е годы церковь закрыта, иеромонах Амвросий (Андрей Антонович Капинус), служивший в храме, репрессирован. Были сломаны глава и верхний ярус колокольни. Использовалась в качестве склада.
По состоянию на 2014 год здание находится в плохом состоянии, с 2007 года идёт ремонт.
С 2002 года — объект культурного наследия России регионального значения.

## Архитектурные особенности
Храм имеет много общего с двумя другими занарскими церквями: Сретенской и Николы Бутки.
Представляет собой здание типа восьмерик на двухсветном четверике. Во время перестройки 1833 года храму приданы классические черты. Также сохранились: нижняя часть колокольни, часть церковной ограды XIX века с кирпичными столбами на белокаменном цоколе. Рядом с храмом находится ансамбль домов церковного причта.

Церковь Покрова Пресвятой Богородицы в фотографиях
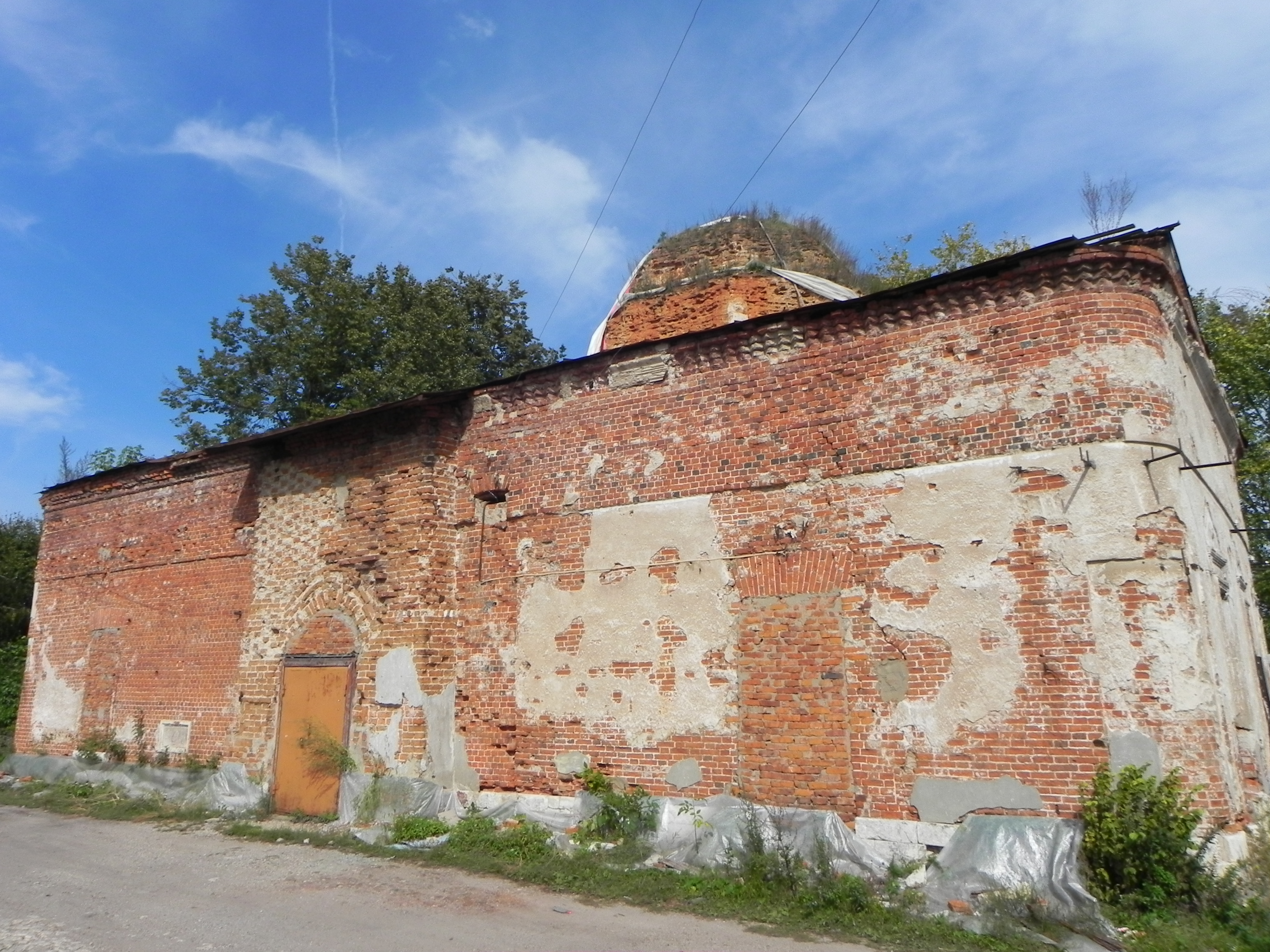
Здание храма в 2012
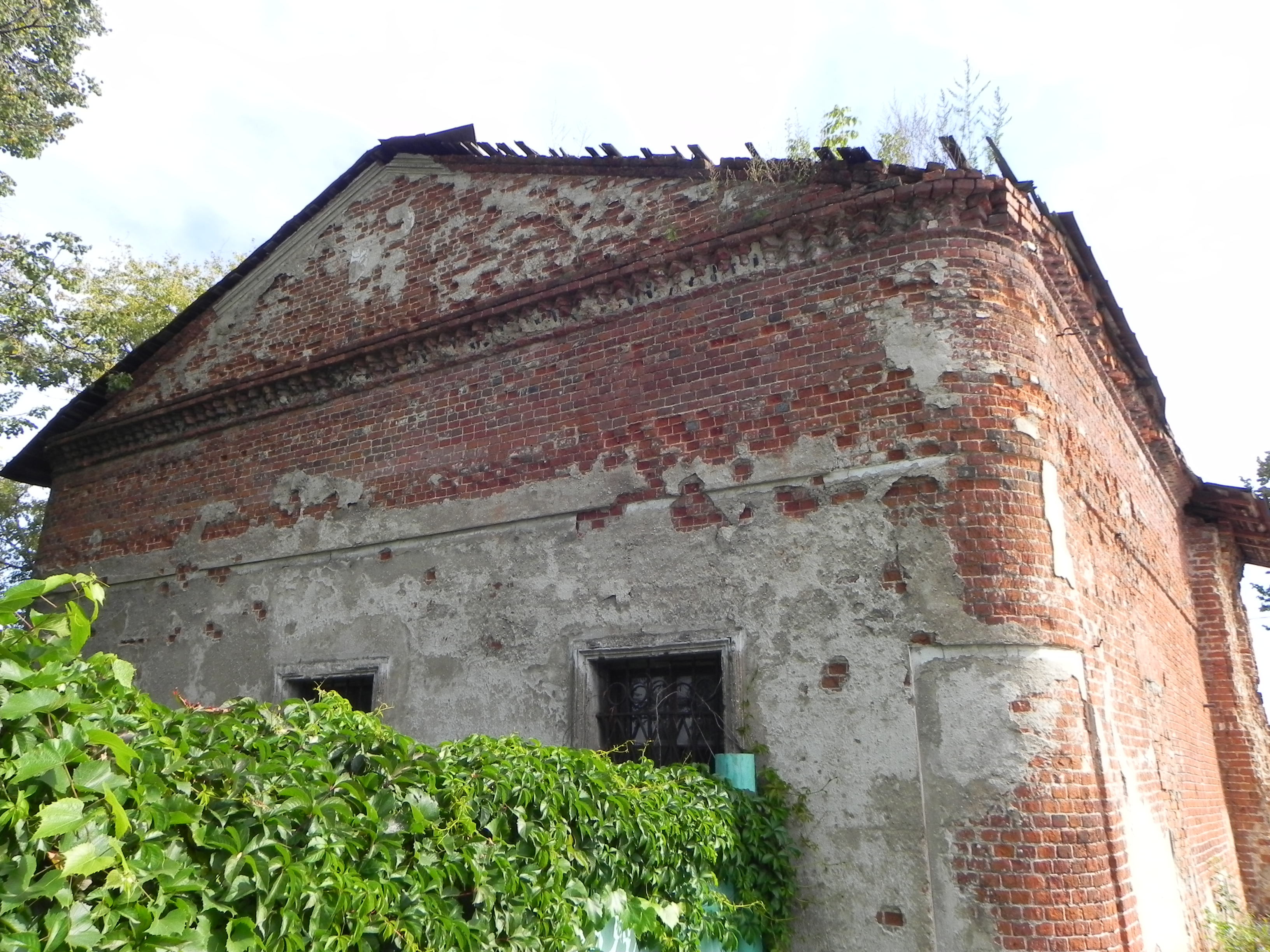
Здание храма в 2012
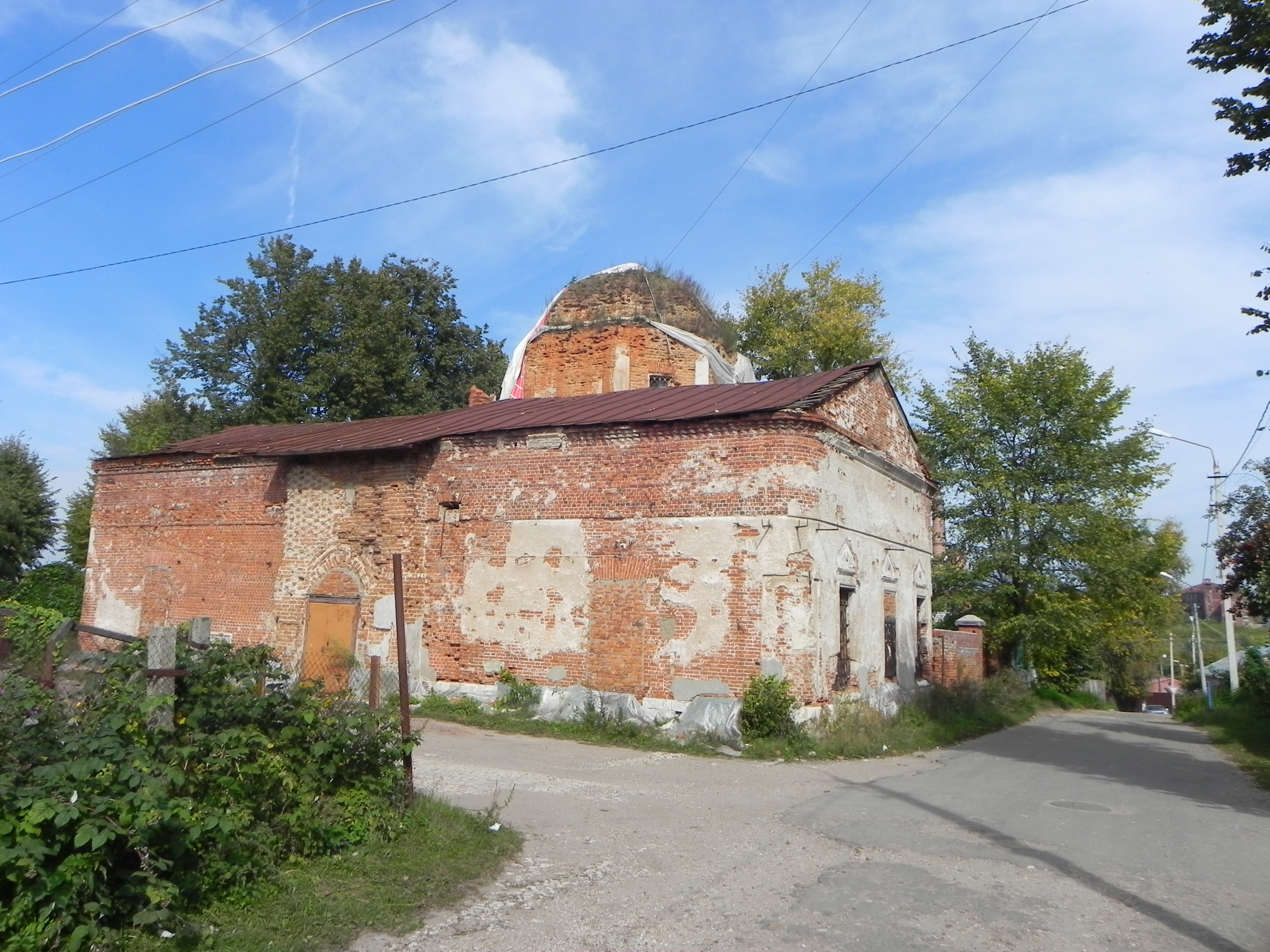
Здание храма в 2012
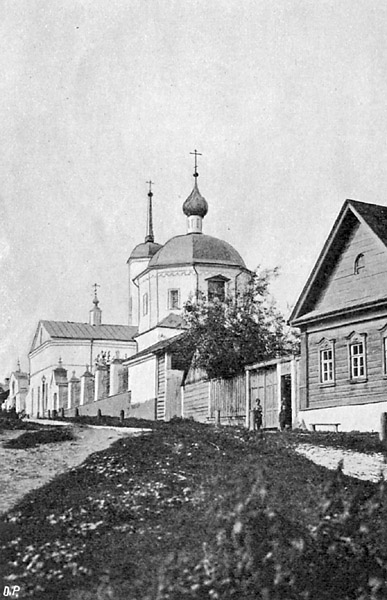
Церковь в 1905 году